# Stanisław Kapusta
Stanisław Kapusta (ur. 7 czerwca 1963) – polski lekkoatleta, który specjalizował się w rzucie młotem.
W latach 1984–1993 ośmiokrotnie startował w wąskim finale mistrzostw Polski seniorów zdobywając cztery medale – jeden złoty (Piła 1990) dwa srebrne (Warszawa 1992 i Kielce 1993) oraz jeden brązowy (Kielce 1991). Rekord życiowy: 70,54 (14 czerwca 1993, Grudziądz). Teraz pracuje jako trener na Zawiszy Bydgoszcz.